# Naoko Sawamatsu
Naoko Sawamatsu, 沢松奈生子, född 23 mars 1973 Nishinomiya, Japan, är en japansk före detta professionell tennisspelare, dotter till tennisspelaren Junko Sawamatsu. 
Naoko Sawamatsu blev professionell spelare på WTA-touren 1991. Hon vann under karriären sex singeltitlar (varav två ITF-titlar). Sin förnämsta titel vann hon 1993 i Strasbourg där hon i finalen besegrade grusspecialisten Judith Wiesner från Österrike. Naoko Sawamatsu rankades som bäst på fjortonde plats (februari 1995). Hon avslutade sin tävlingskarriär i september 1998. Totalt vann hon i prispengar 1 107 264 US dollar. 
Sawamatsu nådde som bäst i Grand Slam-sammanhang kvartsfinalen i Australiska öppna 1995, där hon besegrades av Arantxa Sánchez Vicario (3-6, 1-6).
Hon var känd som en fighter på banan med inställningen att aldrig ge upp. Hennes spel karakteriserades av välplacerade men inte särskilt hårda bollar. Under karriären besegrade hon i olika turneringar bland andra spelare som Martina Hingis, Lindsay Davenport och Kimiko Date. 
Naoko Sawamatsu deltog i det japanska Fed Cup-laget 1988, 1990–1991, 1993–1998. Hon spelade totalt 20 matcher av vilka hon vann åtta. 
Hon deltog i olympiska sommarspelen 1992 och 1996.